# Paprotnia (Powiat Siedlecki)
Paprotnia ist ein Dorf sowie Sitz der Landgemeinde im Powiat Siedlecki der Woiwodschaft Masowien, Polen.

## Gemeinde
Zur Landgemeinde Paprotnia gehören 22 Ortschaften mit einem Schulzenamt:
Czarnoty
Grabowiec
Hołubla
Kaliski
Kobylany-Kozy
Koryciany
Krynki
Łęczycki
Łozy
Nasiłów
Paprotnia
Pliszki
Pluty
Podawce
Rzeszotków
Skwierczyn Lacki
Stare Trębice
Stasin
Strusy
Trębice Dolne
Trębice Górne
Uziębły